# 自衛隊イラク派遣
自衛隊イラク派遣（じえいたいイラクはけん）は、イラク戦争初期の2003年（平成15年）12月から2009年（平成21年）2月まで行なわれていた、日本の自衛隊のイラクへの派遣行為の総称である。その目的は、イラクの国家再建を支援するためである。

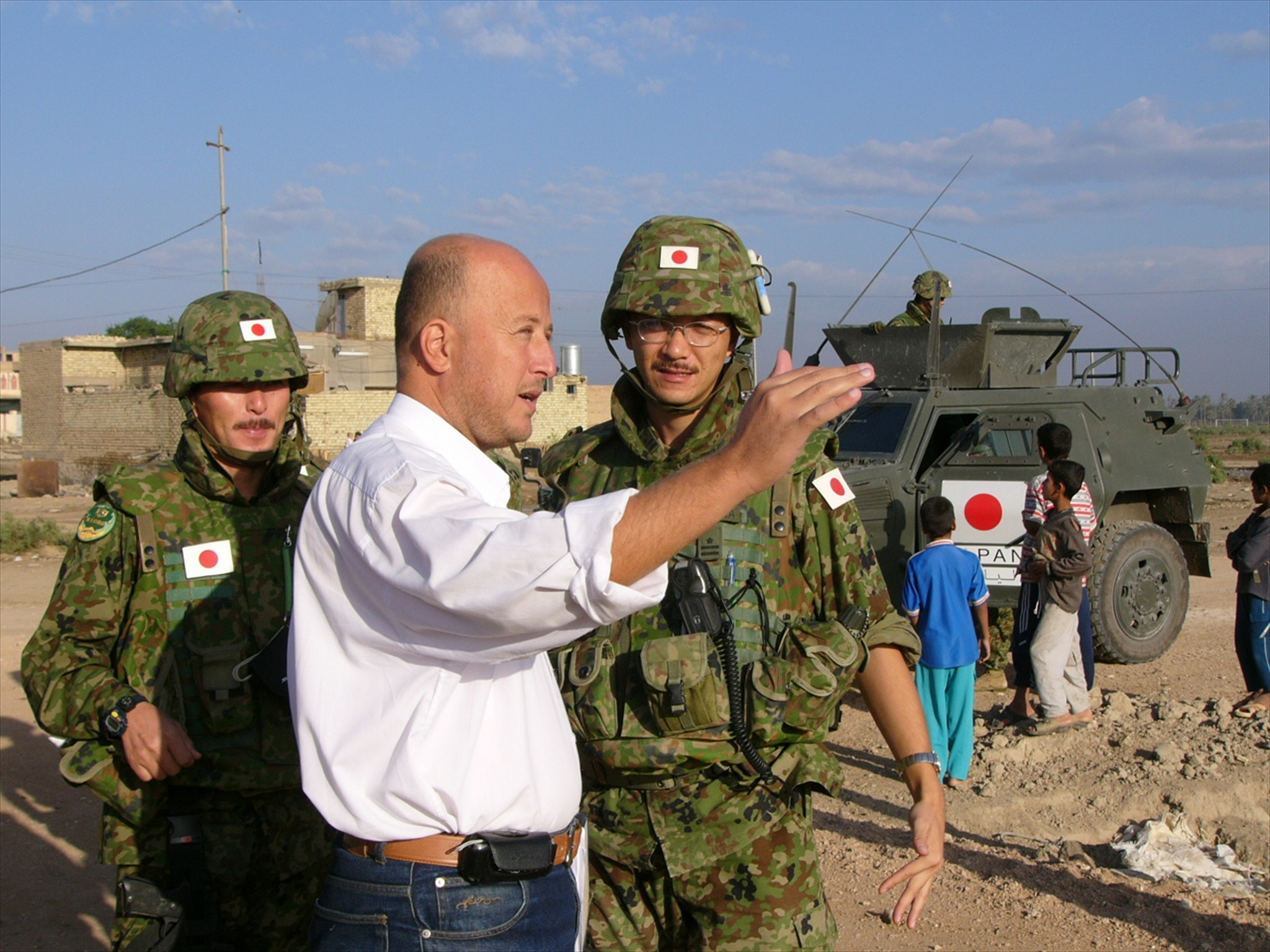
イラク派遣時の様子　中東では髭のない男性は未成年または同性愛者なので全員が口髭を生やした

「イラクにおける人道復興支援活動及び安全確保支援活動の実施に関する特別措置法」（イラク特措法）に基づくもので、活動の柱は人道復興支援活動と安全確保支援活動である。活動は「非戦闘地域」に限定されていたが、自衛隊創設以来初めて、戦闘地域ではないかとの論議のある地区に陸上部隊を派遣した。
陸上自衛隊は「人道復興支援」のため、比較的治安が安定しているとされたイラク南部の都市サマーワの宿営地を中心に活動し、2006年（平成18年）7月に撤収した。航空自衛隊は陸自の撤収後も輸送活動を継続していたが、2008年（平成20年）12月に輸送活動を終了した。

## 派遣内容

### 規模
派遣期間
- 2003年（平成15年）12月15日〜2004年（平成16年）12月14日まで（基本計画上）
- 2004年（平成16年）12月9日に基本計画の1年延長を決定。
- 2005年（平成17年）12月8日に基本計画の1年延長を決定。
- 2006年（平成18年）6月20日に陸上自衛隊の撤収を命令。
- 2007年（平成19年）6月20日にイラク特措法を改正。法の派遣期限を2年延長。
- 2008年（平成20年）

11月28日：安全保障会議において航空自衛隊の活動終結を決定。派遣輸送航空隊に対し撤収命令を発出。
12月23日：空自派遣輸送航空隊の全隊員が帰国。
- 2009年（平成21年）

2月：空自イラク復興支援派遣撤収業務隊の任務が終了。
7月：イラク特措法、2年の延長期限が切れ失効。
人数
- 陸上自衛隊：約550人（基本計画で600人以下と制約）
- 海上自衛隊：約330人
- 航空自衛隊：約200人

派遣機材
- 航空機 - C-130H（輸送機）

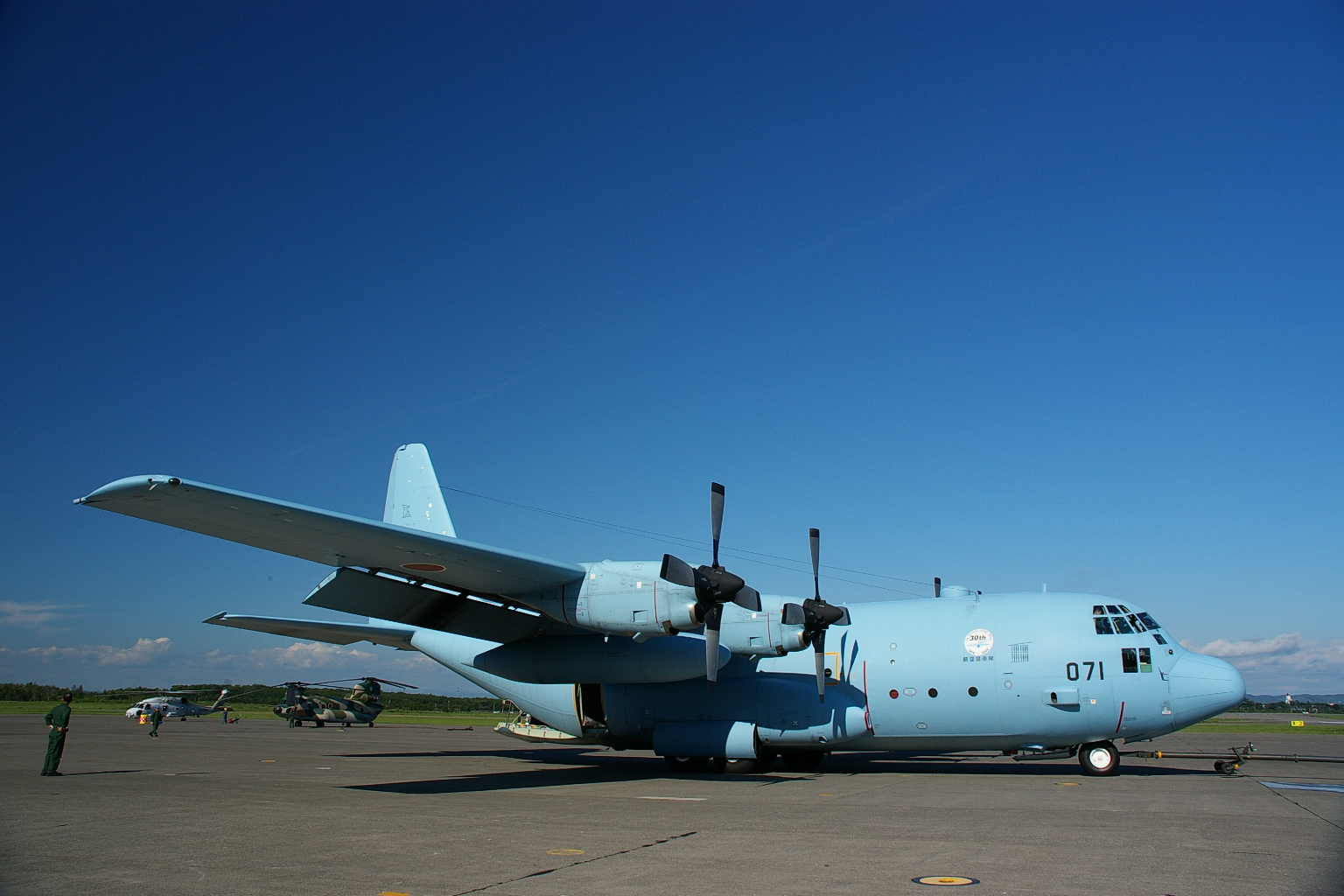
イラク派遣仕様のC-130H

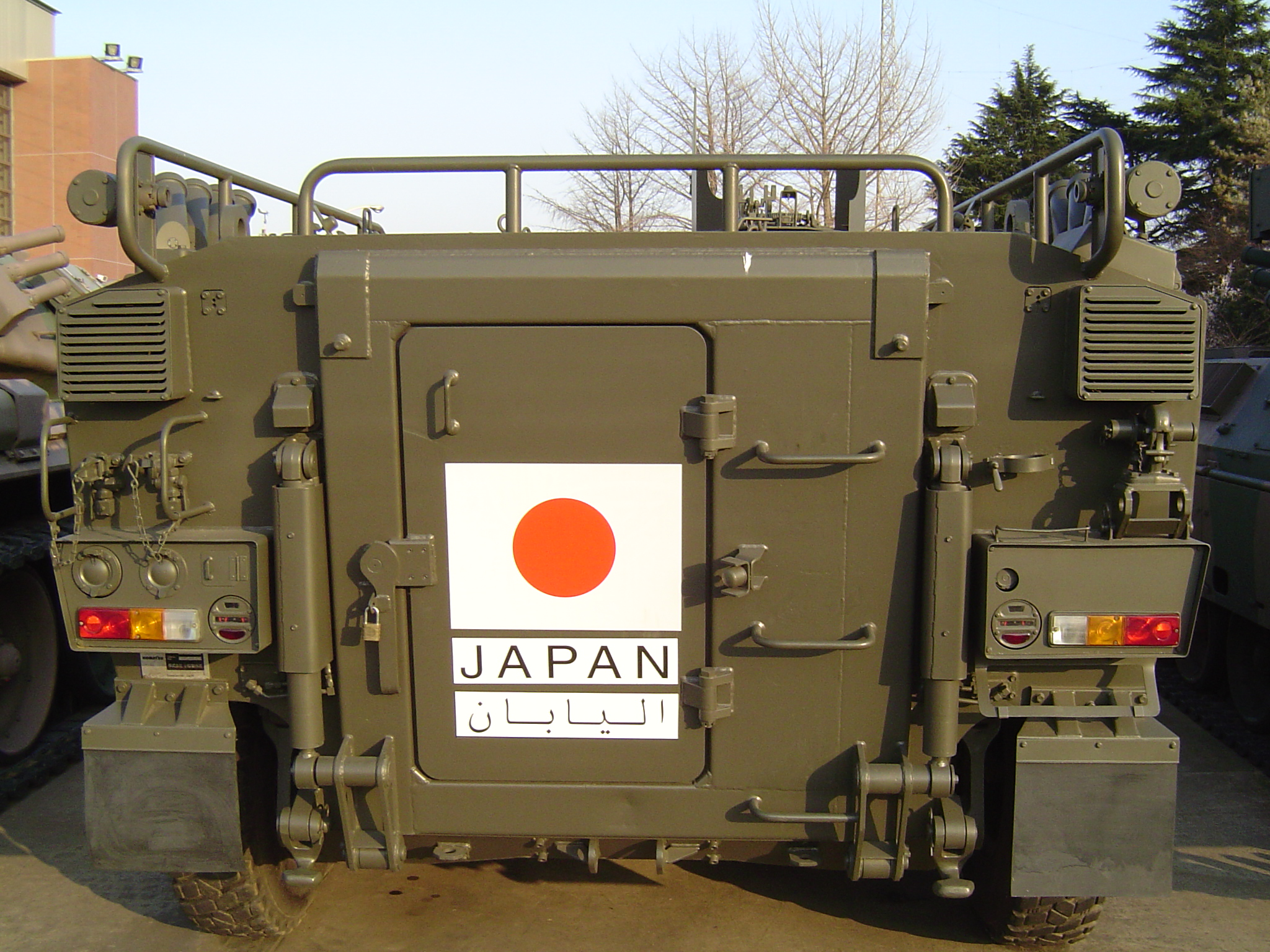
イラク派遣仕様と同じ日の丸と国名の表記が施された96式装輪装甲車（陸上自衛隊広報センター）

- 艦艇 - 輸送艦「おおすみ」、護衛艦「むらさめ」 ： （基本計画上艦艇2隻以内および護衛艦2隻以内）
- 車両 - 浄水セット、野外手術システム、ドーザ、掩体掘削機、グレーダ、グレードローラ、トラッククレーン、各種施設機材、軽装甲機動車、96式装輪装甲車、高機動車など200両以内
- 携行火器 - 9mm自動拳銃、9mm機関けん銃、89式5.56mm小銃、64式7.62mm小銃、5.56mm機関銃MINIMI、84mm無反動砲、12.7mm重機関銃M2(96式装輪装甲車に防弾プレートつきのM2を搭載))、110mm個人携帯対戦車弾
- 個人装備 - 防弾チョッキ2型、88式鉄帽、個人用暗視装置 JGVS-V8、防暑服4型、防暑靴4型など

宿営地
- ムサンナー県サマーワ郊外（北緯31度16分・東経45度13分）、広さ約350ha

### 活動内容
陸上自衛隊

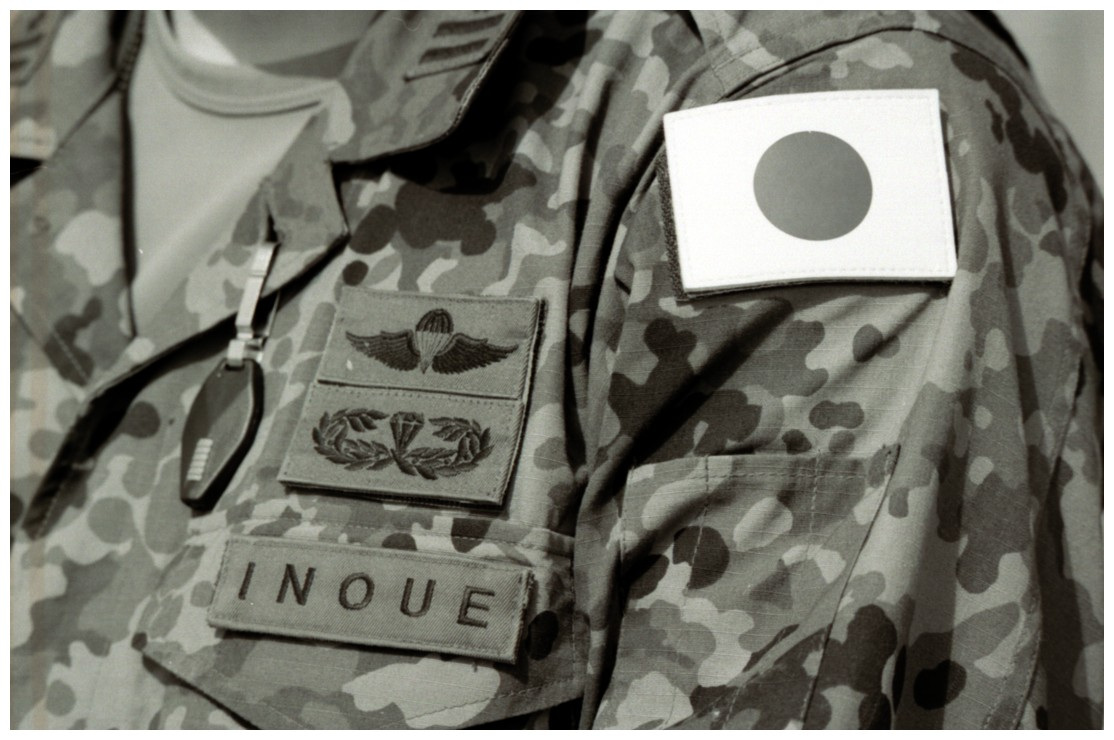
迷彩服2型戦闘服左腕に貼りつけられた日章旗ワッペン　井上3等陸佐

陸自によるサマーワでの活動の3本柱は「給水」「医療支援」「学校・道路の補修」の人道復興支援活動であった。
- 給水

約5万3500トン（1日平均200トン、多い日で250トン以上を給水。延べ約1189万人分）
自衛隊が供給していた浄水装置の10倍強の浄水装置6基の寄贈、設置。
- 医療支援

医官らがサマーワ総合病院を筆頭に医療機材の使用法などの医療技術の指導。（277回）
- 学校等の公共施設の復旧・整備

学校（36校）
道路（31ヵ所、延べ約80km）
診療所（66ヵ所）
- 現地住民の雇用

公共施設の復旧などで1日平均700人の現地住民を雇用。
- 復興関連物資の輸送

海上自衛隊
陸上自衛隊の派遣時に、車両約70両などの部隊輸送を艦艇で行った。（平成16年2月20日〜4月8日）
航空自衛隊
空自は主にC-130輸送機による輸送活動が任務。拠点はクウェートのアリ・アルサレム空軍基地に置かれ、イラク南部ナシリヤ近郊のタリル飛行場との間を往復していたが、陸上自衛隊のイラク撤収に伴い多国籍軍・国連のための輸送活動が強化され、危険性が高く避けられてきたバグダッド国際空港やイラク北部のアルビルへも活動を広げている。国連の人員・物資輸送は平成18年（2006年）6月20日の計画変更により任務となった。
- 人道復興支援活動

日本の人道復興支援関連物資や陸上自衛隊が使用する物資・隊員などを輸送。
- 安全確保支援活動

イラクの治安回復活動に関連した多国籍軍の物資・兵員などを輸送。
兵員輸送と武器・弾薬の取り扱い
武器・弾薬の輸送は行わないとしており（平成15年12月9日小泉首相記者会見）、実施要項 の中でも同様に定められているが、兵員輸送などの際に兵士らが通常携行する小銃などの武器・弾薬は人員輸送の一環として輸送している（平成16年8月2日小泉首相答弁）。
輸送活動の実績（平成16年3月3日〜平成20年12月12日）
- 輸送回数：821回（ここでいう回数とは輸送を行った日数）
- 輸送物資量：673トン

### 派遣部隊の交代

#### 陸上自衛隊
- イラク復興業務支援隊

派遣期間は各期約6ヶ月。隊長は1等陸佐をもって充てられていた。
| 期 | 派遣期間                     | 隊長     | 職種   | 派遣主力方面隊      |
| -- | ---------------------------- | -------- | ------ | ------------------- |
| 1  | 2004年1月9日〜2004年8月1日   | 佐藤正久 | 化学科 | 北部方面隊・約100名 |
| 2  | 2004年8月2日〜2005年1月23日  | 田浦正人 | 機甲科 | 東北方面隊・約90名  |
| 3  | 2005年1月24日〜2005年7月18日 | 岩村公史 | 普通科 | 中部方面隊・約110名 |
| 4  | 2005年7月19日〜2006年1月22日 | 斎藤剛   | 航空科 | 西部方面隊・約100名 |
| 5  | 2006年1月23日〜2006年7月29日 | 小瀬幹雄 | 施設科 | 東部方面隊・約100名 |

- イラク復興業務支援群

実活動期間は各期約3ヶ月（表中の期間は編成命令受領から隊旗返還まで）。1等陸佐の群長以下各期500名前後が任務に従事した。
| 期 | 派遣期間                      | 群長       | 前職               | 派遣主力部隊       |
| -- | ----------------------------- | ---------- | ------------------ | ------------------ |
| 1  | 2004年1月26日〜2004年6月10日  | 番匠幸一郎 | 第3普通科連隊長    | 北部方面隊第2師団  |
| 2  | 2004年4月27日〜2004年9月15日  | 今浦勇紀   | 第11後方支援連隊長 | 北部方面隊第11師団 |
| 3  | 2004年7月28日〜2004年12月18日 | 松村五郎   | 第21普通科連隊長   | 東北方面隊第9師団  |
| 4  | 2004年11月5日〜2005年3月11日  | 福田築     | 第20普通科連隊長   | 東北方面隊第6師団  |
| 5  | 2005年1月28日〜2005年6月10日  | 太田清彦   | 第35普通科連隊長   | 中部方面隊第10師団 |
| 6  | 2005年4月26日〜2005年9月3日   | 鈴木純治   | 第36普通科連隊長   | 中部方面隊第3師団  |
| 7  | 2005年7月19日〜2005年11月26日 | 岡崎勝司   | 第16普通科連隊長   | 西部方面隊第4師団  |
| 8  | 2005年10月11日〜2006年3月4日  | 立花尊顯   | 第43普通科連隊長   | 西部方面隊第8師団  |
| 9  | 2006年1月20日〜2006年6月10日  | 小野寺靖   | 第34普通科連隊長   | 東部方面隊第1師団  |
| 10 | 2006年4月28日〜2006年7月29日  | 山中敏弘   | 第30普通科連隊長   | 東部方面隊第12旅団 |

- 陸上自衛隊 後送業務隊

陸上自衛隊のサマーワからの撤収支援を実施（2006年6月26日〜2006年9月9日）。
1等陸佐加治屋裕一隊長（輸送科）以下中央輸送業務隊や中央会計隊などを基幹に約100名で編成されていた。

#### 航空自衛隊
- イラク復興支援派遣輸送航空隊

各期の活動期間は約3ヶ月。1等空佐の司令以下約200名が16期、5年間にわたり輸送活動に従事した。
| 期 | 派遣期間              | 司令       | 期 | 派遣期間                  | 司令       |
| -- | --------------------- | ---------- | -- | ------------------------- | ---------- |
| 1  | 2004年1月〜2004年4月  | 新田明之   | 9  | 2006年3月〜2006年7月      | 西野厚     |
| 2  | 2004年4月〜2004年7月  | 日暮正博   | 10 | 2006年7月〜2006年11月     | 田中久一朗 |
| 3  | 2004年7月〜2004年10月 | 寒河江勇美 | 11 | 2006年11月〜2007年3月     | 岩本真一   |
| 4  | 2004年10月〜2005年1月 | 永井昭雄   | 12 | 2007年3月〜2007年7月      | 渡邊弘     |
| 5  | 2005年1月〜2005年4月  | 野中成竜   | 13 | 2007年7月〜2007年11月     | 新井正弘   |
| 6  | 2005年4月〜2005年7月  | 金子康輔   | 14 | 2007年11月〜2008年3月     | 赤峯千代裕 |
| 7  | 2005年7月〜2005年11月 | 池田吉夫   | 15 | 2008年3月〜2008年7月      | 関俊彦     |
| 8  | 2005年11月〜2006年3月 | 中島聡明   | 16 | 2008年7月〜2008年12月23日 | 北村靖二   |

- イラク復興支援派遣撤収業務隊

派遣輸送航空隊撤収後の残務処理に従事。司令は第3期派遣輸送航空隊司令を務めた寒河江勇美1等空佐が補せられた。

### 部隊編成
派遣された陸上自衛隊の部隊は次のような編成である。
- イラク復興業務支援隊（隊長：1等陸佐）
- イラク復興支援群（群長：1等陸佐）
  - 本部
  - 本部管理中隊：整備小隊・通信小隊などから構成される。
  - 施設隊
  - 給水隊
  - 衛生隊
  - 警備中隊（中隊長3等陸佐）
- イラク復興支援警務派遣隊（隊長：3等陸佐）
- 後送業務隊

### 表彰
2006年（平成18年）11月27日に、イラク復興支援群の編成を担任した部隊等22個部隊等に対して、陸上幕僚長から第2級賞状、第3級賞状が授与された。第2級賞状を授与されたのは、第1師団、第2師団、第3師団、第6師団、第8師団、第9師団、第10師団、第11師団、第12旅団、警務隊、第1空挺団、中央輸送業務隊、特殊作戦群である。また、第3級賞状を授与されたのは、陸上自衛隊研究本部、陸上自衛隊補給統制本部、自衛隊中央病院、通信団、情報保全隊、北海道補給処、第1施設団、関東補給処、部隊訓練評価隊である。また、本任務に参加した隊員総員に対し第17号及び第35号（当時）防衛記念章が授与された。
また、同年12月14日には、テロ対策特措法及びイラク人道復興支援特措法に基づき派遣された自衛隊員（イラク派遣隊員・インド洋派遣隊員で、幹部自衛官から下は2等陸曹まで）並びに在サマーワ外務省連絡事務所職員等約180名を天皇・皇后が皇居宮殿で接見。
2007年（平成19年）2月8日には、第10期イラク復興支援派遣輸送航空隊（2006年8月25日から同年12月24日までの間任務に当った。司令は田中久一朗1等空佐）及びその支援部隊に、久間章生防衛大臣から第1級賞状が授与された（省移行後初の第1級賞状授与）。また、同日、齋藤隆統合幕僚長から、田中久一朗1等空佐及び井筒俊司1等空佐に対して、第2級賞詞がそれぞれ授与された。
2007年（平成19年）3月13日に、訪日していたジョン・ハワード豪州首相は、小野寺靖1佐（元第9次イラク復興支援群長）以下12名の元日本部隊隊員と面会し、感謝の言葉を述べた。

## 経緯

### 2003年（平成15年）
- 7月26日 - イラクにおける人道復興支援活動及び安全確保支援活動の実施に関する特別措置法（イラク特措法）が国会で成立。
- 11月29日 - 在英国大使館参事官（45歳）と在イラク大使館三等書記官（30歳）が、イラク・ティクリート近くを車で移動中襲撃を受け死亡。
- 12月9日 - 派遣期間や活動内容、規模に関する「基本計画」（イラク人道復興支援特措法に基づく対応措置に関する基本計画）が臨時閣議決定。
- 12月19日 - 航空自衛隊の先遣隊に派遣命令。
- 12月26日 - 航空自衛隊の先遣隊（48人）が出発。

### 2004年（平成16年）
- 1月9日 - 陸上自衛隊の先遣隊（約30人）と航空自衛隊の本隊（約150人）に派遣命令が発令。
- 1月16日 - 陸上自衛隊のイラク第1期派遣部隊の編成完結式を行う。
- 1月17日 - 陸上自衛隊の先遣隊がクウェートに到着。
- 1月19日 - 陸上自衛隊の先遣隊がイラクに到着。
- 1月20日 - 陸上自衛隊の先遣隊がサマーワに到着。
- 1月22日 - 航空自衛隊本隊の第1期派遣部隊（約110人）が出発。
- 1月23日 - 航空自衛隊本隊が昨年派遣されたクウェートの先遣隊と合流。
- 1月26日 - 航空自衛隊のC-130H輸送機3機と隊員（約50人）がクウェートに向け出発。
- 1月31日 - 衆院本会議で自衛隊派遣承認案件が与党の賛成多数で可決。野党および一部の与党議員は採決に欠席。
- 2月3日 - 陸上自衛隊の本隊第1陣（約90人）が出発。
- 2月8日 - 陸上自衛隊の本隊第1陣がサマーワに到着。
- 2月20日 - 海上自衛隊の輸送艦「おおすみ」と護衛艦「むらさめ」がクウェートに向け室蘭港を出港。
- 3月3日 - 航空自衛隊のC-130がイラクへ初任務。
- 3月15日 - 海上自衛隊の艦船がクウェートに到着。
- 3月24日 - 昨年12月以降、派遣されていた航空自衛隊約200人のうち約100人帰国。
- 4月8日 - サマーワの宿営地近くに迫撃砲弾のようなものが着弾。日本人3人が武装勢力に拉致される（後に解放、イラク日本人人質事件）。海上自衛隊の艦船が日本に帰着。
- 4月14日 - サマーワ市内で自衛隊の撤退を求めるデモが行われる。
- 4月16日 - 物資空輸を行う航空自衛隊の交代要員出国。
- 4月23日 - 航空自衛隊の第1期派遣部隊（約200人）帰国。
- 5月6日 - サマーワ市内で自衛隊の活動を支持するデモが行われる[2]。
- 5月8日 - 陸上自衛隊の第2期派遣隊（約140人）出発。
- 5月15日 - 陸上自衛隊の第2期派遣隊の第2陣（約230人）出発。
- 6月14日 - 航空自衛隊の第3期派遣要員前段者（約100人）出発。
- 8月8日 - 陸上自衛隊の第3期派遣部隊第1陣（約140人）出発。多国籍軍に参加。
- 8月15日 - 陸上自衛隊の第3期派遣部隊第2陣（約230人）出発。
- 8月16日 - 陸上自衛隊第3期隊第1陣約140人のうち約60人サマーワ到着。
- 8月23日 - 陸上自衛隊の第3期派遣部隊の第3陣（約130人）出発。
- 9月6日 - 陸上自衛隊の第2期派遣隊の3陣（約140人）帰国。
- 9月22日 - 航空自衛隊の第4期派遣隊の前期部隊（約100人）出発。
- 9月27日 - 航空自衛隊の第3期派遣隊前段者（約100人）帰国。
- 10月7日 - 米政府調査団の「大量破壊兵器は発見できなかった」という前日の報告書提出を受け、小泉純一郎首相は「国連決議にのっとり日本は（米国を）支持した。イラクが決議に従えば戦争は起こらなかった」と記者会見で発言。
- 10月23日 - 自衛隊宿営地内に迫撃弾が着弾。
- 10月27日 - 大野功統防衛庁長官がイラクの陸海空指揮官とテレビ会談。
- 11月2日 - サマーワの陸上自衛隊宿営地内の荷物保管用コンテナに砲弾が貫通した疑い。
- 11月10日 - 政府・与党は自衛隊イラク派遣1年延長の方針を固める。小泉首相が党首討論で「法の趣旨は自衛隊の活動している地域は非戦闘地域だ」と発言。
- 11月11日 - サマーワ宿営地ゲート付近で自衛隊を支援するデモが行われる。
- 11月13日 - 陸上自衛隊の第4期派遣部隊の第1陣（約200人）出発。
- 11月13日 - オランダ内閣（ヤン・ペーター・バルケネンデ首相）、2005年3月にサマーワから国軍を撤退する閣議決定を了承。
- 11月22日 - イラク外相、来年末まで自衛隊駐留延長を要望。
- 11月27日 - 陸上自衛隊の第3期派遣部隊の第1陣（約120人）帰国。
- 12月4日 - 大野防衛庁長官が陸上自衛隊視察のため、サマーワへ出発。翌日部隊を視察。
- 12月5日 - 自民党幹事長武部勤と公明党幹事長冬柴鉄三が陸上自衛隊視察のため、サマーワへ出発。
- 12月9日 - 派遣期間を1年延長する自衛隊活動の基本計画変更を閣議決定。
- 12月16日 - 物資を輸送する航空自衛隊のC-130輸送機1機（約15人）出発。
- 12月18日 - 大野防衛庁長官が防衛庁からイラクの海・空指揮官とテレビ会談。
- 12月20日 - 航空自衛隊の交代要員（約85人）出発。

### 2005年（平成17年）
- 1月4日 - イラク復興業務支援隊第3次要員に建設工事の専門家として防衛施設庁職員の2人が文民として派遣されることが明らかに。
- 1月8日 - イラク復興業務支援隊第3次要員110人のうち約90人が出発。
- 1月10日 - 英国のジェフ・フーン国防相は英軍400人を増派する方針を議会に報告。
- 1月12日 - 防衛庁は現地時間11日、陸自の宿営地内に初めて信管付きロケット弾が着弾したことを発表。けが人はなし。
- 1月17日 - オランダ政府は閣議で軍部隊約1400人を予定通り3月15日に全面撤退させることを確認。
- 1月18日 - 航空自衛隊第5期派遣部隊（約100人）出発。
- 1月22日 - 航空自衛隊第4期派遣隊の後期部隊（約100人）帰国。
- 1月27日 - 大野防衛庁長官は、治安悪化、オランダ軍撤退に備え、給水要員を減らし警備要員を増やすことを発表。
  - 英国のフーン国防相はサマーワに英軍部隊600人（220人は本国から新しく）を派遣し、治安維持にあたると発表。
- 2月1日 - 陸上自衛隊第3期イラク派遣部隊の第2陣全員帰国。
- 2月12日 - 陸上自衛隊第5期イラク派遣部隊の第2陣（約200人）出発。
- 2月20日 - 陸上自衛隊第5期イラク派遣部隊の第3陣（約110人）出発。
  - 陸上自衛隊第4期イラク派遣部隊の第1陣（約120人）帰国。
- 2月22日 - オーストラリア政府のジョン・ハワード首相がイラク南部の兵員を増大することを決定。日本の要請によると発表。
- 3月5日 - 陸上自衛隊第4期イラク派遣部隊の帰国第3陣（約140人）が帰国。
- 4月25日 - オーストラリア軍の先遣隊（43人）がサマーワに到着。
- 5月1日 - オーストラリア軍本隊第1陣（約450人）がイラク南部の治安維持活動のため、サマーワに入り始める。
- 5月7日 - 陸上自衛隊第6期イラク派遣部隊（陸上自衛隊第3師団）の第1陣（約200人）出発。
- 5月25日 - サマーワで、日本の自衛隊に反発する一部の住民らから投石される。
- 6月 サマーワ市内で落書きされた日章旗が張られたり、「自衛隊出て行け」といった張り紙が数度にわたって見つかる。
- 6月23日 - 自衛隊の車列が仕掛け爆弾で攻撃され、高機動車1両のフロントガラスにひびが入る。けが人は無し。
- 6月25日 - 陸上自衛隊第4次復興業務支援隊（約100人）が出発。
- 9月28日 - 陸上自衛隊の撤収に関して検討に入ったことを、複数の政府筋が明らかにした。英豪軍が翌年5月撤収の検討に入ったため。
- 9月29日 - ロンドンで日米英豪4カ国外務・防衛担当者会談（〜10月3日 -）。英豪軍がイラクに正式政府が発足する翌年前半に撤収することの検討を開始したことを確認。
- 11月6日 - 陸上自衛隊第8次隊第3波の隊員約110人（うち女性10人）が熊本空港から出発した。クウェートでの訓練を経て、サマーワに入る。これで熊本、宮崎、鹿児島各県の部隊を中心に編成された8次隊の出国が完了した。
- 11月6日 - サマーワ市内の公園で大きな爆発音が1回した。破壊力の弱い音響爆弾とみられ、負傷者はなかった。同公園は陸上自衛隊が復興支援で補修工事をした公共施設のひとつ。
- 12月3日 - 額賀福志郎防衛庁長官がクウェートとイラクを訪問。部隊を視察する。
- 12月4日 - 改修工事を終えた養護施設の竣工式を外で警備していた隊員が、反米指導者ムクタダー・サドル派の民兵組織マハディ軍のメンバーら約50〜100名のデモ隊に取り囲まれる。デモ隊は武器は持っていなかったが、投石により軽装甲機動車のサイドミラーが破損。隊員は軽装甲機動車内に退避し無事。
- 12月8日 - イラク特措法の1年再延長を閣議決定。合わせて英豪軍と同時の翌年前半に撤収することも検討。
- 12月15日 - 14日のブッシュ大統領「開戦情報誤り」発言を受け、小泉首相「イラクが大量破壊兵器がないことを証明しなかった為だ」として、開戦を改めて支持。

### 2006年（平成18年）
- 1月6日 - 第5次隊要員約百人の出国報告式が防衛庁で行われた。現地で対外調整や情報収集に当たる。隊長は小瀬幹雄1等陸佐。朝霞（東京）、相馬原（群馬）、松本（長野）、駒門（静岡）等関東やその周辺の約30駐屯地の隊員を中心に構成されている。
- 1月23日 - 日米英豪4カ国の外務・防衛課長級会談で、2月中にも正式政府が発足することから、英軍は8000人の駐留軍のうち、治安の安定している南部では地元警察に権限を委譲して、500人を3月に撤収を開始し5月に完了、年末までに2000人を撤退させる計画を伝える。
- 1月31日 - 日本政府が英軍の撤収検討を受け、陸自撤収に向けた本格的な検討に入ったことを発表。英豪軍同様、2月中の正式政府発足を待ち、陸自のみ3月から5月にかけて段階的に撤収を行うこと、代わって空自の輸送活動の対象を24空港に拡大することなどを検討。
- 2月7日 - イラク派遣隊員と埼玉県の西武台高等学校生徒とのテレビ会議を開催。
- 2月16日 - 防衛庁が陸自の撤収計画を公表。3月末から「撤収支援隊」をサマーワに10名、クウェートに100名程度派遣し、5月まで2ヶ月かけてサマーワ駐留隊員600名をクウェートへ移動して支援隊と合流、さらに2ヶ月かけて装備の洗浄と梱包した後、7月中に全員が帰国する。空自による多国籍軍への輸送支援任務は継続して行う。
- 2月24日 - 日米英豪の防衛会談。政権発足の難航と22日からの宗派対立によって3月からの日英豪軍の撤退が不透明となる。
- 3月3日 - 産経新聞が日米英豪の政府間調整が難航していると報道。
- 3月4日 - 読売新聞と朝日新聞が3月中の陸自撤退開始が困難であると報道。
- 3月10日 - 政府が5月撤退完了を断念する見込みであることが判明する（産経新聞）。
- 3月18日 - 日米豪3国外相による戦略対話が行われる。テロ対策や中国の伸張に対して会談するも、イラク撤退について具体的な議論は行われなかった。
- 3月22日 - 小泉純一郎首相、自衛隊撤退は日本が独自の判断で行うと声明。
- 3月29日 - 米ジョージ・W・ブッシュ大統領が小泉首相と自衛隊を賞賛。合わせて、日本の民主化の成果を誇示。
- 4月9日 - 麻生太郎外相、自衛隊の撤収次期がこの年9月以降となる可能性を示唆。
- 5月1日 - 額賀福志郎防衛庁長官がワシントンD.C.で英豪軍と同時撤収の意向を表明。
- 5月6日 - 第10次イラク復興支援群（山中敏弘 1等陸佐以下、第12旅団主力500名）の部隊編成。翌日に第1波がクウェート入り。
- 5月17日 - 来日したコフィー・アナン国連事務総長が小泉首相との会談で、イラクで活動する国連の人員・物資を空輸するよう要請。首相「前向きに対応したい」として協力を示唆。
- 5月20日 - イラクで正式な政府が発足する。
- 5月31日 - サマーワ近郊で自衛隊と豪軍の車列が走行中、豪軍車両の付近で爆弾が爆発。車両は軽微に損傷したが、負傷者は無し（翌日に発表はあったが、ほとんど報道されなかった）。
- 6月4日 - 日米英豪4カ国防衛相がシンガポールで会談。陸自撤退は4国で緊密に連携するとしつつ、時期は明らかにしない。ラムズフェルド長官は空自の活動をバグダッドまで拡大するよう打診。
- 6月15日 - 日米英豪4カ国の外務・防衛実務者がロンドンで協議。英政府がムサンナ県の治安権限移譲の発表を20日に行うと各国に通告。これを受け、日本政府も陸自撤退の検討を再開した。なお、英政府スポークスマンはBBCに対し、権限移譲の発表から最大45日間は英軍を撤収しないと述べている。
- 6月19日 - イラク政府のヌーリ・マリキ首相が、7月にムサンナ県の治安権限を英軍から移譲される旨を発表。
- 6月20日 - 日本政府が安全保障会議で陸上自衛隊の撤収を正式決定し、小泉純一郎首相が午後1時の記者会見で発表。決定に基づき、額賀福志郎防衛庁長官が陸自に撤収を命令した。同時に撤収支援を行う「後送業務隊」約100名の編成を命令し、6月中にクウェートへ派遣され、サマーワの駐屯隊員をクウェートへ移送、順次帰国させる。最速で7月末に全員が帰国する予定とした。この撤収決定を受け、駐日イラク大使館は同日に陸自の活動を賞賛・感謝する声明を発表した。一方、航空自衛隊はイラク北部のアルビルへの空輸任務が追加された。なおこの日、旧バース党のサマーワ市幹部が何者かに殺害された。
- 6月25日 - 民間輸送業者によって、サマーワ宿営地から支援物資・機材の搬出を開始。クウェートへ移送する。この日、サマーワ中心部で2度の爆発が起こる。
- 6月26日 - サマーワからの撤退を支援する、後送業務隊（約100名）の出発式。同日クウェートへ出発。この日、人員輸送のためタリル飛行場へ向かっていた軽装甲機動車1両がタリル飛行場の手間約10kmの地点の盛り土状の道路を走行中、路面の窪みを避けようとした際にハンドルを取られ脱輪、斜面をずり落ちるように横転した。この事故により搭乗者3人が負傷し車両は自走不能となる。単なる交通事故で攻撃の可能性無しと発表。
- 6月29日 - サマーワ宿営地周辺を警戒中だった陸上自衛隊の小型無人ヘリコプター（RMAX Type II G）1機が、同宿営地の北約3kmの地点の空き地に墜落。陸上自衛隊は機体を回収し原因を調査中としているが、故障か操作ミスが原因とみている。
- 7月初め 撤収に理解を求め、隊員の安全を確保する目的で、サマーワ市民向けに自衛隊の復興支援の成果を紹介するテレビコマーシャルの放映を開始。
- 7月2日・4日 - サマーワの警察官がデモを行い、ムサンナ県庁に投石。サマーワ警察長官は辞任し、ムサンナ県知事も治安権限委譲後に辞任すると表明した。このころ、サマーワ市幹部が再び殺害され、英軍を狙った爆発（被害なし）も起こるが、自衛隊の撤収計画に影響は無いとしている。
- 7月4日 -　航空自衛隊小牧基地所属の池田頼将三等空曹が派遣先のクウェートのアリ・アルサレム空軍基地周辺で米軍主催の長距離走大会に選手として参加中、米軍の大型バスに後ろから撥ねられ重傷を負う。帰国後、外傷性顎関節症と診断され、身体障害者4級 に認定される。帰国させてくれるよう何度も申し出たが無視され、まともな処置がされずに障害が残ったとして国を提訴[3][4]。
- 7月7日 - 撤収第1派の約30名がクウェートへ移動。サマーワからタリル飛行場までは英軍ヘリ、飛行場からクウェートのアリ・アルサレム空軍基地までは航空自衛隊のC-130H輸送機で移動した。隊員の安全の為として、防衛庁は直前にクウェートでの取材を拒否した。
- 7月13日 - ムサンナ県の治安権限が英軍主導の多国籍軍からイラク軍へ移譲される。
- 7月16日 - 額賀防衛庁長官がクウェートを訪問し、撤収した隊員を激励。装備品の梱包状況などを視察する。
- 7月17日 - 陸上自衛隊がサマーワから全面撤収。宿営地に最後まで残った隊長以下、撤収第6派の220人がC-130H輸送機でクウェート入り。額賀長官と金田勝年外務副大臣も到着に立会う。なお、自衛隊撤収後の旧宿営地でイラク軍と地権者の間で銃撃戦が起こる（旧宿営地の使用権について自衛隊・イラク軍・地権者それぞれに通達の行き違いがあったためだが、戦闘の直接の原因は、自衛隊が地元向けに置いて行った電機製品の奪い合いによるもの）。
- 7月18日 - 額賀長官がクウェート市内のホテルで、サマーワ宿営地を16日にイラク陸軍に引き渡した事を発表。サマーワ周辺の治安を担当するイラク陸軍第10師団第2旅団が司令部として使用する予定。
- 7月20日 - 第10次イラク復興支援群の帰国第1陣（173人）が日本に到着。
- 7月23日 - 帰国第2陣（約140人）が民間チャーター機で日本に到着。
- 7月25日 - 山中敏弘群長ら帰国最終の第3陣（277人）が日本に到着し、派遣された第10次イラク復興支援群と第5次復興業務支援隊の約600人全員の帰国が完了した。山中群長は羽田空港で「任務を完遂し無事帰国できてうれしい。この2年半、国民のみなさんの支援、声援にお礼を言いたい」と話した。なおこの日、隊員の帰国に民間チャーター機が利用されたことに対し、航空労組3団体が「民間機が攻撃対象となる恐れがあった」などと防衛庁に抗議した。
- 7月29日 - 陸上自衛隊第10次復興支援群などの隊旗返還式が朝霞駐屯地で開かれた。式には第10次復興支援群と第5次復興業務支援隊の約600人の隊員とその家族、国内に残った予備要員約80名、小泉首相、麻生外相、額賀防衛庁長官、イラクのジュマイリ駐日大使などが出席した。式典で小泉首相は「全員が無事帰国できた[5]という事は、日本国民として、また、日本国の総理大臣として、諸君の活動を誇りに思っているところであります」と述べ、部隊を表彰した。また、ジュマイリ駐日大使は「イラク国民、サマーワ市民は自衛隊の素晴らしい活動に感謝している」と述べ、感謝の意を表した。隊員や家族らが見守る中、第10次復興支援群の山中敏弘群長が額賀長官に隊旗を返還し、陸上自衛隊は約2年半にわたるイラク人道復興支援活動の任務を完了した。
- 7月31日 - 航空自衛隊のC-130H輸送機が活動範囲の拡大しクウェートのアリ・アルサレム空軍基地からバグダッド国際空港へ多国籍軍の兵士等をはじめて輸送した。
- 9月2日 - 派遣部隊が2004年5月23日に宿営地から出る際、軽装甲機動車の車載5.56mm機関銃MINIMIが暴発し、実弾2発が発射（これによる被害は無い）されていたにも係わらず、現地部隊がすぐに防衛庁に報告していなかったことが分かった。
- 9月9日 - 陸自の撤収支援を行なっていた後送業務隊（約100人）が日本に到着。陸自の活動が終結。
- 10月11日〜12月10日 - 陸上自衛隊広報センターで東部方面隊主催による「イラク人道復興支援活動特別展」が開催される。 初日のオープニングセレモニーには在日本イラク大使館付駐在武官のサミ・アンカハジ准将も出席して謝辞を述べた。
- 11月27日 - イラク復興支援群の編成を担任等した陸自各部隊等に対して、陸上幕僚長から第2級、第3級賞状が授与された。
- 12月14日 - 派遣隊員及び在サマーワ外務省連絡事務所職員等約180名に天皇・皇后が皇居宮殿で接見。

### 2007年（平成19年）
- 1月27〜31日 - 統合幕僚長の齋藤隆海将が中東地域を歴訪した。29日には第11期イラク復興支援派遣輸送航空隊を視察した。統合幕僚長による輸送航空隊の視察は初めて。
- 2月21日 - 安倍晋三首相は、ディック・チェイニー米副大統領と会談し、「航空自衛隊の活動や政府開発援助 (ODA) を通じてイラクを支える」と航空自衛隊の派遣継続を伝えた。
- 3月30日 - 政府は、イラク特措法の2年延長案を閣議で決定した。
- 6月20日 - イラク特措法改正。派遣期限を2年延長。
- 10月19日 - 民主党がイラク復興支援特別措置法廃止法案を参議院に提出。

### 2008年（平成20年）
- 4月17日 - 名古屋高等裁判所（青山邦夫裁判長）は、他の同種の訴訟と同じく、自衛隊イラク派遣についての違憲の確認と派遣の差し止め、及び損害賠償を求める原告に対し、全面敗訴の判決を下した。ただし、傍論として、航空自衛隊部隊が多国籍軍兵士をバグダッドに輸送している事に鑑み、“戦闘地域での活動”とし、他国による武力行使と一体化した行動で、自らも武力の行使を行ったとの評価を受けざるを得ず、武力行使を禁じたイラク特措法に違反し、日本国憲法第9条に違反する活動を含んでいるとする問題点を指摘した。差し止め自体は棄却し、勝訴した国は上告できず、判決は確定した。（長沼ナイキ事件1審判決以来の自衛隊違憲判決）[6]。
- 11月28日 - 安全保障会議で派遣輸送航空隊の撤収を決定。防衛省は輸送活動の終結と撤収業務隊の編成命令を発出[7]。
- 12月23日 - 派遣隊員約140人が、政府専用機で県営名古屋空港に帰還。
- 12月24日 - イラク復興支援派遣輸送航空隊の隊旗返還式が小牧基地において麻生太郎内閣総理大臣臨席の元執り行われる。

### 2009年（平成21年）
- 2月10日 - 撤収業務の終結に関する命令を発出[8]。
- 2月14日 - イラク復興支援派遣撤収業務隊が帰国。自衛隊イラク派遣に関するすべての任務が終了[9]。
- 7月3日 - 午前の閣議でイラク特措法に基づく活動について「わが国はイラク再建に貢献し、貴重な経験を獲得した」などとする結果報告を了承し、国会に提出した。

## サマーワの反応

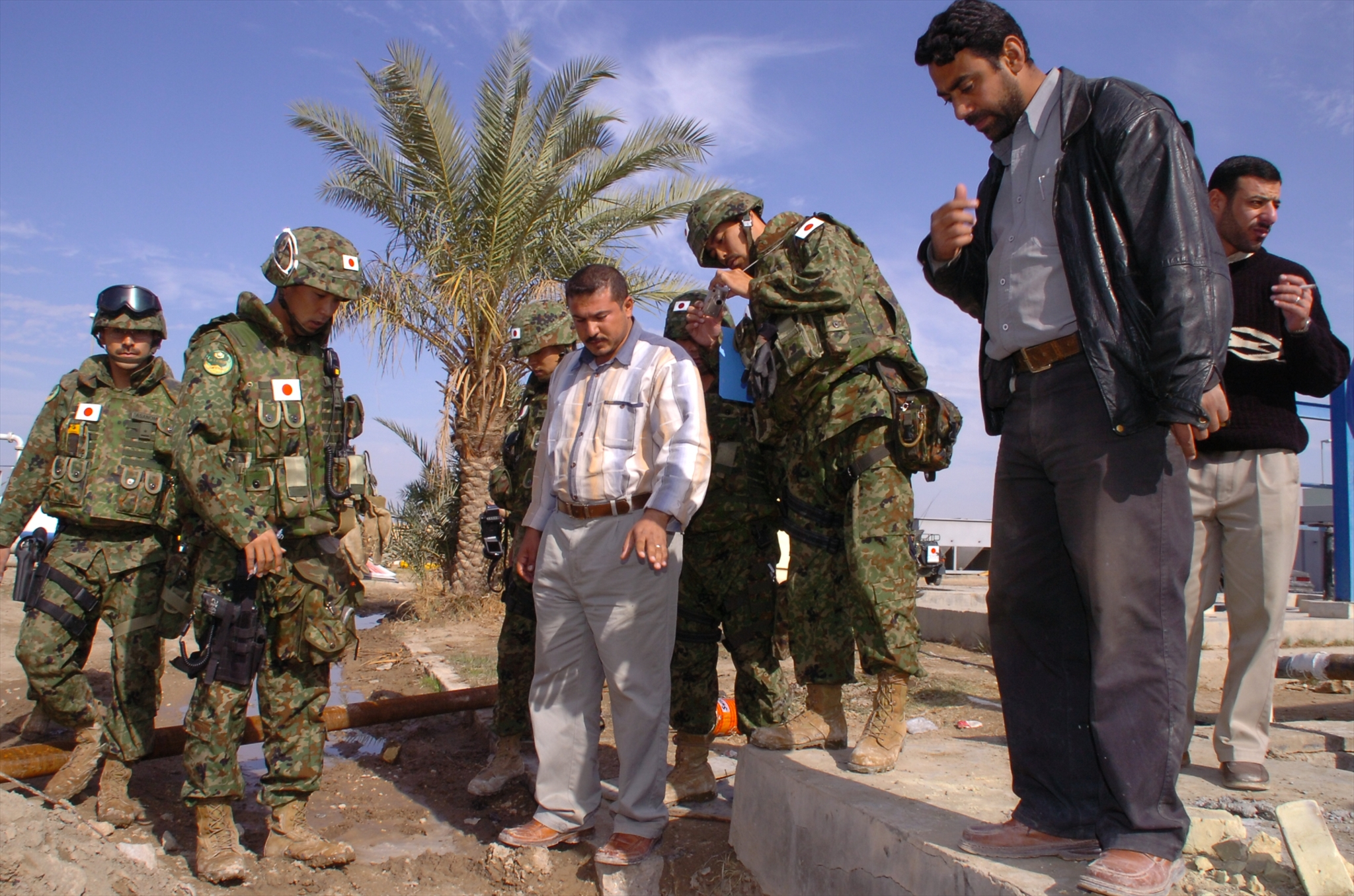
浄水場の施工状況を確認する隊員

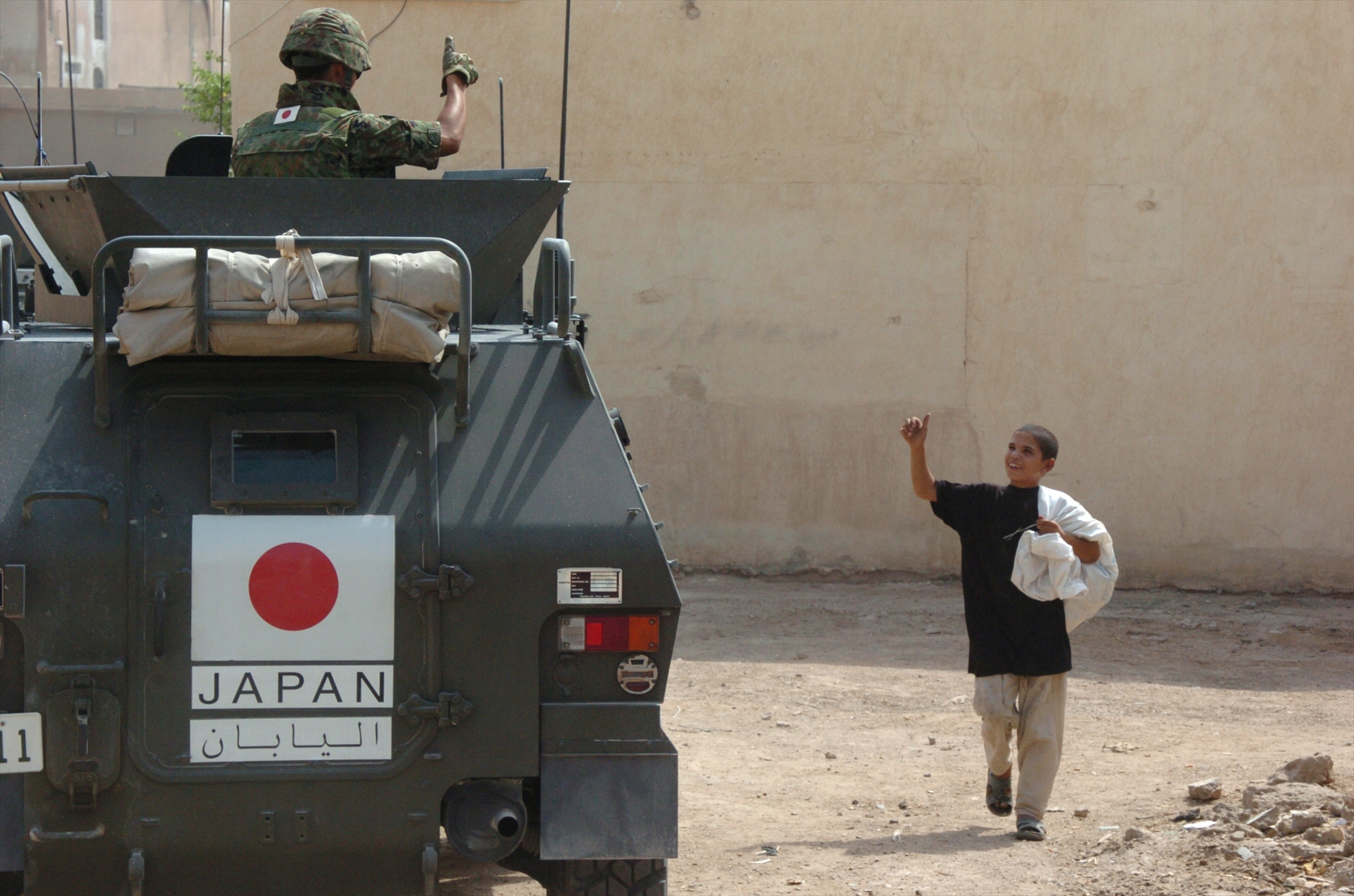
サムズアップする現地の少年と軽装甲機動車に乗車している隊員

派遣にあたって、隊員の服装や装備、車輛などはアメリカ駐留軍の様なサンド系の砂漠迷彩でなく、通常の緑系の迷彩のままで日本国旗のステッカーを装着する形に決定された。これは現地住民に対してあくまで復興支援目的の派遣である事を明示すると共に、アメリカ軍と混同されてテロの標的にされるのを防止する目的があった。またイスラム教において緑色が神聖な色とされていた事も考慮された。
第1次イラク復興業務支援隊の佐藤正久1佐は、到着直後から積極的に地元部族長など有力者と接見し、自衛隊の活動への理解を求め、住民側はこれを快く受け入れた。これは当初、サマーワの住民が、自衛隊が派遣されることにより雇用問題などが劇的に解決されると過剰に期待していたことから、これを訂正する目的もあった。佐藤1佐が帰還する際、有力者に率いられた住民が、宿営地前でデモ活動をして、これが当初、自衛隊に反対するデモと見られたが、実際は日章旗を振りながら佐藤1佐に感謝するデモ活動であった。
自衛隊では地元住民と融和する為、文房具を配ったり、各部族長に羊肉を贈答したり、子供達の前で演奏会を行い、スーパーうぐいす嬢作戦を行うなど、様々な対策を行った。「スーパーうぐいす嬢作戦」とは、日本の選挙活動での街宣車うぐいす嬢を捩ったもので、車両で移動する際に市民を見かけたら、自衛隊員から手を振るようにしたものである。この作戦の成果は絶大で、自衛隊の車両が通るときには子供達が自分から手を振るようになった。車列を組む為に車道に進入する際は、地元の車両に対して機銃等ではなく、手を使って合図を送った。また日本の風習を紹介しようとこいのぼりを記事にしたところ、「鯉が竜神になる」点が一神教のイスラームのタブーにふれる事を指摘され修正するなど、地元住民の宗教に対しても気をつかった。佐藤は地元住民との友好関係を「信頼と安全の海」と述べている。
しかし、自衛隊の主要任務は水道・病院施設などのインフラストラクチャー整備による復興計画であり、直接的な雇用の回復などを期待していたサマーワの住民の思惑とは違っていた。自衛隊との思惑の齟齬でサマーワ市内で自衛隊撤収を求めるデモが起こるが、その数日後には、治安の悪化や劇的ではないにしろ助けにはなっていると、自衛隊の活動を支持するデモも行われる。また、迫撃砲・ロケット弾による宿営地攻撃が13回計22発にわたって発生したが、奇跡的に死傷者は出なかった。地元警察、オランダ軍、友好的住民がすぐかけつけるため、照準修正ができなかった事が原因とされる。さらにサマーワは地方都市であるため首長間や住民同士の付き合いが濃密で、市外からのテロリスト・武装勢力が侵入しにくい点が、専守防衛に徹しなければならない為にテロを阻止することができない自衛隊の救いになっている。首長の1人は「日本の自衛隊を攻撃したものは一族郎党皆殺しにする」と公言し、自衛隊の安全確保に一役買った。
2005年（平成17年）1月19日に陸上自衛隊をイラクのサマーワに派遣してちょうど1年を迎えるにあたって、同年1月上旬に地元紙アッサマワが現地のムサンナー県の住民1000人を対象アンケート調査が行われた。その調査によると、日本国政府の陸上自衛隊派遣延長についての支持が78%、不支持は13%であることが明らかになった。また、自衛隊の活動に対して不満と答えた人は約3割おり、その主な理由を「事業が小規模」とあげた人が半数近く上るなど、大規模な都市整備などの活動が望まれている。自衛隊の望ましい駐留期間も、「1年」と「1年以上」で約70%以上を占め、2004年の調査の結果とほぼ変化はなかった。
オランダ国軍が2005年（平成17年）3月でイラク派遣（ムサンナー県の警備）を終了する旨を表明。当初、撤収の後には米軍か英軍が進駐すると思われ、その際にはこれらを狙う武装勢力も侵入する恐れがあり、自衛隊の安全が保たれるか不安の声が上がった。また武装勢力によってサマーワの治安が悪化することも考えられたが、オランダを引き継いでムサンナー県入りしたのは、米軍よりは評判のよいオーストラリア軍とイギリス軍であり、混乱は起こらなかった。
しかし、2005年（平成17年）5月末から6月にかけて、自衛隊への投石、日章旗落書き、手製爆弾攻撃（負傷者なし）が一時的に発生した。このため急遽、任務が終わった給水要員の一部を転用して警備要員を増やし、宿営地外での活動を3時間から1時間に削減するなどの対応をとった。用件を1時間以内で終わらせて宿営地へ帰還する自衛隊に対し、市民からは「自衛隊は市民を怖がっている」「自衛隊は隠れているだけ」といった批判も聞こえるようになった。
これらの事件の背景には、自衛隊の活動内容と一部の地元首長や住民の要望に乖離があったためと見られるが、日本はサマーワに対して資金的な援助（道路・橋梁・学校・病院の建設や修繕にかかわる援助と円借款）も行っており、この資金の分配（主に地域別の建設や修繕の優先順位）を巡って首長間の意見対立が起こり、一連の事件の要因になっているとも言われる。事件後に陸上自衛隊がサマーワ市長に苦言を告げたところ、このような行動は一切無くなった。また自衛隊では、これらの事件のたびに各首長と面談し、自衛隊の活動に理解を求めると共に、自衛隊の活動停止をカードとして、部族長や住民代表と慎重な調整を行っており、サマーワの平穏をもたらしてきた。
日本政府は2006年（平成18年）6月に自衛隊の撤収を命令した。これを受け、共同通信社がサマーワ市民に、自衛隊の活動に対する評価アンケートを行ったところ、78.7パーセントが復興支援に「満足している」と答えた。一方、「自衛隊は占領軍である」と答えた住民は12.4パーセントで、過去4回の調査で初めて1割を超えた。朝日新聞が8月31日に発表した調査では、自衛隊駐留に対し肯定的評価が71パーセント。自衛隊の活動について、「人々に大いに役立った」が28パーセント、「ある程度役立った」が39パーセントという評価となった。自衛隊は給水水量5万3500トン、医療技術指導277回、新生児死亡率1/3、総雇用人員48万8000人の数字を残して撤収した。
撤収発表と前後して、サマーワ市内や郊外で爆発や市幹部の暗殺が発生した。イラクの他の地域より安定しているとされてきたサマーワも、治安の悪化が問題となっている。
自衛隊のサマーワ撤収より6年後、2013年3月20日、朝日新聞の元現地助手が報告したところによると、自衛隊による道路の整備については質が悪く、多くをやり直す必要があったとして「失敗」としている。ただ、サマーワの人々の批判は、自衛隊ではなく、武装勢力の妨害や県政の腐敗に向かっており、自衛隊には感謝しているとされる。また、サマーワの病院への支援や、火力発電所の建設は高く評価されている。サマーワの病院では難しい手術を実施できるようになり、イラクの南部地域でも最高のレベルの医療技術を持つようになったという。他、復興支援活動で、莫大な資金が投入された結果、人々の経済格差が開いたともされる。
東京新聞はイラク戦争開戦から20年となる2023年3月20日の報道で、日本人の丁寧さとモラルの高さを評価しながらも「米軍と一緒である限り、侵略者だった」と語る市民の声や、2008年にイラクを訪問したブッシュ大統領へ靴を投げた、ジャーナリストのムンタゼル・ザイーディーが「私たちは1980年代にイラクの発展を支えた日本に今も感謝している。しかし自衛隊の派遣は犯罪であり大きな過ちだ。『なせ来たのか？』という疑問は今も消えない」とする評価を伝えている。
一方、当時のイラクの暫定首相であるイヤード・アッラーウィーは、日本とイラクの首脳会談において、小泉総理に対し「日本が多国籍軍の一員として活動してくれていることを感謝しており、自分がサマーワの有力部族長と会談した際、部族長は日本の自衛隊の活動に対し感謝の意を述べていた。日本と日本人は、イラクでは非常に尊敬されている。」と述べた。また、小泉総理に宛てた書簡において「現在派遣されている部隊は、イラク国民の人的ニーズ及び復興ニーズを支える上で不可欠な任務を遂行してきている。現行の日本部隊による貢献は、これから訪れるイラクの政治体制移行の重要な期間に必要となる勢いを維持する上で不可欠なものである。」と高く評価している。

## サマーワ・ムサンナー県の治安状態
陸上自衛隊活動期間中のサマーワを中心としたムサンナー県の治安に関わる主な攻撃・事件。
陸自に関わるもの
- 陸自宿営地に対する迫撃砲・ロケット弾の攻撃が計13回発生（各1発〜3発程度）計22発。

2004年10月22日から2005年7月4日まで4回連続して各1発ずつのロケット弾が宿営地内に着弾した。うち2004年10月31日の攻撃は、宿営地西側に置かれた荷物用コンテナを貫通した。当時の隊員の宿舎はテントであったが、陸上自衛隊は隊員の安全強化のため砲弾を通さないコンクリート宿舎を築造した。
- 2005年6月23日 - サマーワ郊外で陸自車両に対する路肩爆弾（IED）による攻撃（車両が破損）。

路肩爆弾による攻撃の発生は、これがイラクで活動する米兵に対する主要な攻撃法であり、また米兵の主要な死亡要因であるため治安の悪化が懸念された。
空自に関するもの
- 米兵をバグダッド空輸の際、地上から携帯ミサイルで狙われた。

オランダ軍に関わるもの
オランダ軍部隊は陸自と同じくムサンナー県で活動していた。陸自が人道復興支援活動を行なうのに対してオランダ軍は治安維持活動にもあたっていたため、武装勢力などとの衝突もいくらか発生し、2005年3月のイラク撤収までに死者2人を出す一方で、任務活動によってイラク人数人を殺害ないし死亡させている。
- 2004年5月10日 - サマーワ中心部で警備中に手榴弾の攻撃があり、オランダ軍兵士1人が死亡、1人が重傷を負った。

- 2004年8月14日 - サマーワ近郊のルメイサで、パトロール中の車両にロケット弾の攻撃があり、オランダ軍兵士1人が死亡、5人が重傷を負い、武装勢力側のイラク人2人も死亡した。

- その他パトロール隊などへの攻撃に加え、オランダ軍の宿営地に対しても陸自と同様の攻撃が継続して発生した。

地元住民に関わるもの
サマーワでは停電や雇用に関する不満が大きく、地元行政当局などに対して住民によるデモが度々起こり、暴徒化によって警官隊との銃撃戦に発展することもある。特に2005年8月7日の州知事の解任を要求した1000人以上の大規模デモでは、暴徒化によりデモ隊の1人が死亡、警官20人を含む約60人が負傷する事態となった。

## 論点
自衛隊のイラク派遣の是非については、全国の多くの自治体で反対、あるいは慎重な対応を求める決議が採択されるなど、国内で大きな論争となった。
小泉純一郎首相（当時）からは「どこが非戦闘地域で、どこが戦闘地域か、私に聞かれたってわかるわけがない」「自衛隊が活動する所が『非戦闘地域』」などの発言もあり、憲法や自衛隊員の生命よりもアメリカに忠節を尽くすことを優先する姿勢も反発を招く一因となった。

### 前提となる主張
大きく2つに分かれる。以下の「#派遣そのもの」「#派遣延長」には、同じ項目に挙げられていても、異なる前提が混じっているので注意が必要である。
一つは、軍隊という「力」が必要不可欠とする立場である。従って、軍事による協力を最も高く評価し、再軍備のための憲法改正論議とも話題が関連する。また、軍事力以外の選択肢はそれ自体が「テロに屈した」と非難されることになり、戦争の正当性への疑問は無視するか、民主化などの大義名分を挙げて反論する。いわば非妥協の戦いである。基本的に自衛隊派遣に賛成であり、反対する場合も、再軍備して軍隊としての力を付けてから派兵すべきという但し書きが付く。
もう一つは、軍隊の評価に消極的な立場である。できうる限り民間によって復興させるべきであり、軍事力はむしろ敵意を高めるという主張である。たとえ「テロリスト」を軍事力で潰したとしても、背後に民衆の支持がある限りは屈服させられない、という認識である（さらに進んで、攻撃する側こそテロリストだとする見解もある）。
また、イラク戦争の場合、派兵そのものが侵略であり、許されないとする見解が、軍隊消極派はもとより、軍隊肯定派の一部にも存在する。これは、開戦の理由とした大量破壊兵器所持疑惑などが、ことごとく誤りであり、ついに正当性を証明できなかったからである（イラク武装解除問題参照）。当然ながら自衛隊派遣に反対であるが、代案についてはボランティアの派遣や原住民に対する物資援助で自助努力に期待する、さらにPKOでの派遣なら賛成するなど、見解が分かれる。

### 派遣そのもの
- 肯定的な意見

1. そもそも、派遣地域が支援を必要としている。
2. 治安が不安定なイラクで支援するには自衛もしくは護衛が必要であり、自衛能力を備えた自己完結組織である自衛隊が適している。
3. アメリカ合衆国ブッシュ政権に貸しを作ることにより見返り（特に北朝鮮による日本人拉致問題の解決のための国際的支持）が得られるなど、日米安保による事実上の同盟を更に堅固なものにすることで、日本は様々な国益を得る。
4. 自衛隊が給水活動を行ったところ、乳幼児の死亡率が3分の1に減った。きれいな水を支援するだけで目に見えて変化があるため、派遣している意義は大きい。
5. サマーワ市民の期待に添えなかったとしたら、日本の自衛隊は憲法第9条を遵守しているためである。他国の軍隊・国軍の活動とは違い、自衛隊の行動や活動には制限がある。2004年5月、新しく統合したEUは、米国一国による世界の国際紛争の解決を懸念し、独自で軍事力を強化している。世界的に軍隊や軍事力は国際紛争の解決の手段（…及び、外交の手段）として重要なままである。
6. 赤十字といった国際的機関も撤退し、観光目的などで渡った日本人が拉致や殺害されるなどイラクの治安は悪化している。このような地域で自衛能力を有した集団以外の活動は困難である。非武装で活動すればテロに対して格好の標的になり、逆に地元軍・警察や所属国家の手を煩わせることになりかねない。そのため、非政府組織による復興を大規模に行うにはまだ危険であり、復興支援のごく初期段階を自衛隊が行うことは非効率性を差し引いてももっとも確実であるといえる。イラク戦争に反対の姿勢を取っていたカナダも、復興支援のために民間でなく軍の機材を提供している。
7. イラク武装勢力に拉致拘束された自国民を解放するため、フィリピン政府が自国の軍隊をイラクから撤退させたことは、 米・英・豪など参戦国から「テロに誤ったメッセージを与え、更なるテロを助長した」などの批判が浴びせられた。今更自衛隊を撤退させても、テロに屈したとみなされ日本の国際的な地位や信用を無くすだけである。
8. 小川和久によれば、民生協力によって社会資本の再建を手助けすることは、（貧困がテロを深刻なものにしている一因であることを考慮すれば）テロの温床を根絶することにつながる。これは日本国憲法の前文が示している精神にも適うことである。日本にとってはテロリストと大量破壊兵器の結びつきが現実的脅威となるため、たとえアメリカと同盟関係になくとも、独自に対テロ戦争に関わっていくことになるだろうし、アメリカ合衆国とはこの点において利害が一致しているに過ぎない。貸しを作ることによる見返りを期待することが目的ではないと指摘している。

- 否定的な意見

1. 自衛隊の派遣は米国によって「有志連合」の一員と見なされている。現地の報道でも日本軍として報じられている。また、自衛隊による輸送は復興支援物資だけではなく、多国籍軍の輸送も行っており、兵站支援であるから戦闘目的の一部であり、武力行使を禁じた憲法第9条違反である。
2. イラク日本人人質事件が自衛隊イラク駐留を原因とするという主張がある。
3. 自衛隊の派遣は戦闘目的ではなく復興支援である（という立場から）。米は復興支援要員を少なくすることが出来るので戦力を大きくさせることにつながる。
4. これまでの自衛隊の海外派遣は、主に国連平和維持活動（PKO）の下で活動しており、今回のイラク派遣は国連指揮下ではないことが問題である。
5. 非武装中立で経験の長い非政府組織の復興活動に比べ自衛隊による復興支援は極めて非効率的な上、日本の非政府組織の復興支援の中立性を脅かしかねない。
6. 覇権主義的姿勢の米ブッシュ政権を支持する小泉純一郎政権の外交姿勢に主体性はないに等しい。
7. 自衛隊は日本を守る為にこそ存在するのであり、自民党がブッシュ政権に自分達を認めてもらうために使う私兵ではない。

### 派遣延長
- 肯定的な意見

1. 復興支援を任務に派遣されているが、サマーワの復興が不十分であるので撤退はまだ早い。
2. そもそも、自衛隊を派遣しているサマーワ市民が派遣を歓迎してくれている。
3. 反米強硬派として知られるムクタダ・サドル師も、自らの部隊には日本の部隊への攻撃を行わないよう厳命していた。

- 否定的な意見

1. 他国の軍隊はテロリストたちから攻撃を受け、死亡者も出ている。今のイラク特措法では相手に反撃することすら難しく、憲法9条を改正せずに派遣延長を決めるのは自衛隊員の安全を考えず、政府は無責任である。
2. 湾岸戦争と違いイラク戦争に正当性はない。一刻も早く撤退するのは当然である。アクテッドが現地の住民に機材を貸与しているように、自衛隊でなければできないというものではない。
3. 日本国憲法では戦争を放棄しており、イラクが日本を侵略してきたわけでもないのに自衛隊を出兵した事は自衛行為にあたらず違憲である。人道支援なら自衛隊でなく非戦闘員を派遣すべきである。

### 裁判とその反応
名古屋高等裁判所は2008年4月17日、自衛隊イラク派兵が日本国憲法違反であることの確認などを求めた訴訟（自衛隊イラク派兵差止訴訟）において航空自衛隊のイラクにおける空輸活動について「自らも武力を行使した」と認識し憲法違反であるとする傍論を含む判決を出した。これは主文において原告敗訴を判決するものであったにもかかわらず原告側が実質勝訴として上告しなかったため、翌月5月3日に同判決は確定した。
この裁判および「傍論」記述は議論を呼び、当時の航空幕僚長田母神俊雄による「純真な隊員には心を傷つけられた人もいるかもしれないが、私が心境を代弁すれば大多数はそんなの関係ねえという状況だ」の発言などが一種の舌禍事件として報道された。国会において田母神発言を含めた質問主意書が提出されたが、政府は、国側勝訴の判決と説明を加えた上で、日本国憲法第9条（第1項。戦争を放棄し国際紛争に武力を用いて関与しない）に違反するとの傍論の部分は「判決の結論を導くのに必要のない傍論にすぎず、政府としてこれに従う、従わないという問題は生じないと考え」ており、田母神の発言は「政府と同様のこのような認識に立った上で〔中略〕必ずしも正確な表現ではないが、自らの言葉でこのような発言をしたものと承知している。また、防衛行政については、シビリアン・コントロールの下、法令に基づき、適切に行われている。」と答弁している。防衛省が情報公開法に基づいて開示した「週間空輸実績」と称する内部資料によれば、派遣期間中の輸送人員は延べ28,000人であり、うち7割はアメリカ軍兵士であることが2009年10月6日に判明している。

## 死者・負傷者
社民党の照屋寛徳議員が国会において、インド洋やイラクなどへの派遣任務に就いた自衛官の中に、自殺等による死者が多数に上っている点を問題視して、質問を行なったのに対して、延べ約1万9700人の自衛隊員のうち、16人が在職中に自殺していたことが、政府が閣議決定した2007年11月13日の答弁書で明らかにされている。在職中の死亡者は計35人で、内訳は海自20人、陸自14人、空自1人とし、そのうち自殺者は、海自が8人、陸自が7人、空自が1人で、それ以外は病死が、計7人、事故死・死因不明が、計12人となっている。だが、2万人近い自衛官が一度に派遣されて、そして一度に戻った上で直後に16人が自殺したというわけではなく、それぞれ数十人あるいは数百人ごとに代わる代わる交代して任務を行っている。この答弁書が作成されるまでの間に、派遣任務という因子以外にも数多くの因子が付加されてしまっている。その為、派遣任務が即自殺に繋がったわけではないが、海上自衛隊だけを取って見ても厚生労働省が発表した10万人当たりの自殺者数よりも多く自殺者が出てしまっている。今後、自衛隊内における精神面のカウンセリング体制の整備が求められている。
イラク特措法に基づき派遣された隊員のうち在職中に死亡した自衛隊員数（2007年10月末現在）
- 陸上自衛隊 14人（うち自殺7人、病死1人、死因が事故又は不明6人）
- 海上自衛隊 20人（うち自殺8人、病死6人、死因が事故又は不明6人）
- 航空自衛隊 1人（うち自殺1人）
  - 2007年11月13日防衛省発表

2014年4月16日現在の自衛隊イラク派遣後の自殺者合計が28名と放送される。内訳は陸自20名、空自8名。
イラク派遣の自衛隊の負傷者は21名。
2019年11月26日名古屋地裁は、2006年に小牧基地からクウェートの米軍基地に派遣され、基地でのマラソン大会で交通事故に遭い負傷した元航空自衛隊三等空曹(47歳)が十分な治療を受けられず身体的、精神的苦痛を受けたとして、国に１億2,350万円の損害賠償を求めた判決で請求を棄却した。元三等空曹は控訴する方針。元三等空曹はマラソン大会で米民間軍事企業の大型バスにはねられ、あごや上半身にけがを負った。元三等空曹は、現地に満足な治療環境がないとして帰国を求めたが、2か月帰国が許されず身体障害者4級に認定される後遺症が残ったと主張。当時が空自がイラクの首都バグダッドへ米兵の輸送を始める直前で「対米支援をトラブルなく進めるために事故は隠蔽された」と訴えていた。

## 参考資料
- 佐藤正久『イラク自衛隊「戦闘記」　―元自衛隊一等陸佐 イラク先遣隊長「ヒゲの佐藤」―』（講談社、2007年）